# Muqarnas

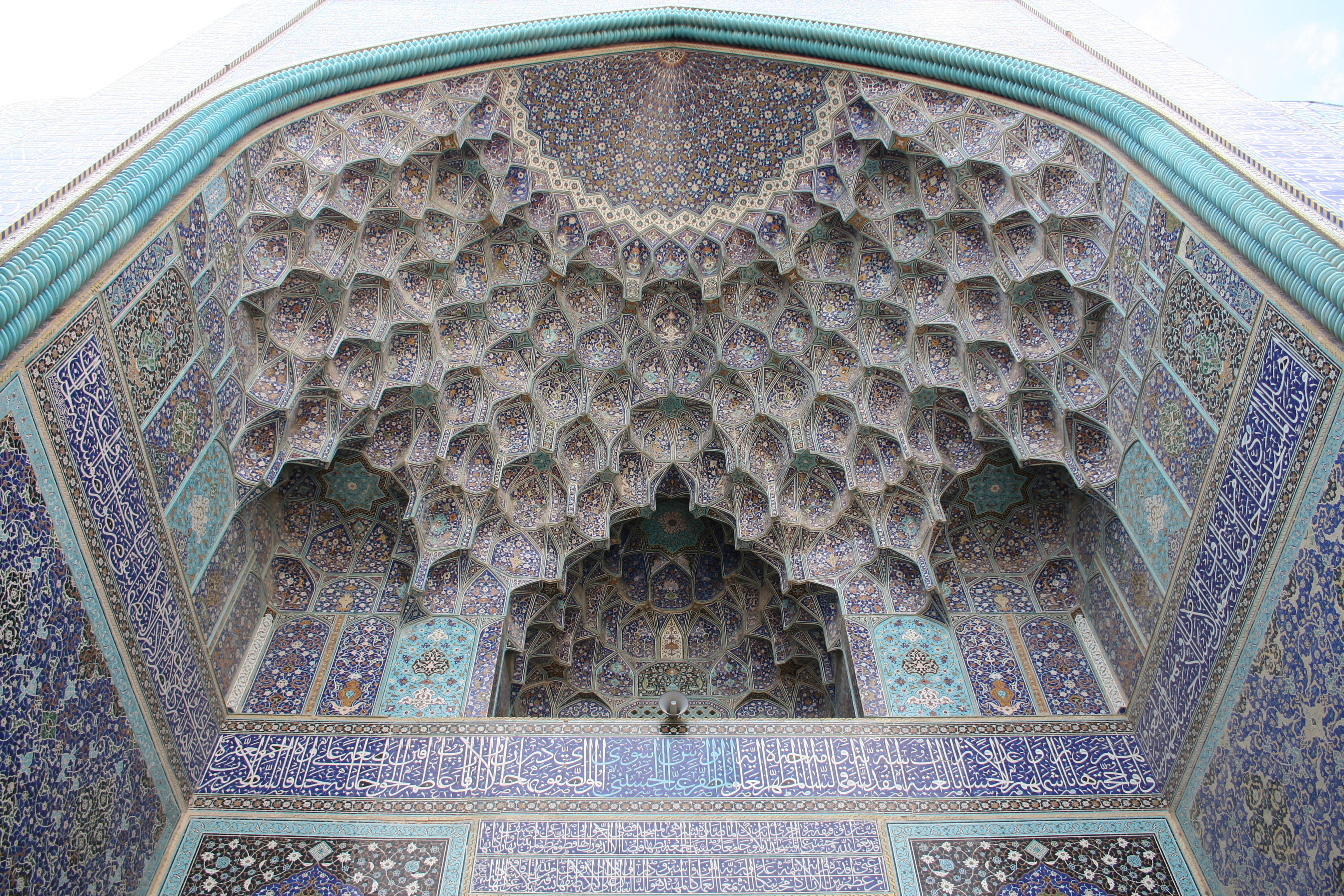
Zeven rijen muqarnas boven de ingang van de Moskee van de sjah, Isfahan, Iran.

Muqarnas (Arabisch: مقرنص) zijn een variant van kraagsteen met een decoratieve functie die veel wordt toegepast in de islamitische en de Perzische architectuur. Een muqarna is vergelijkbaar met een mocárabe, maar deze lijken meer op stalactieten. 
Muqarnas nemen de vorm aan van kleine niches, gestapeld in meerdere lagen. Soms zijn dit wel zeven lagen van muqarnas. In Iran zijn de meeste iwan van de moskeeën gedecoreerd met muqarnas. 
Ook in veel andere landen komen ze voor, zoals in Spanje (Andalusië), Irak, Oman en op het Italiaanse eiland Sicilië. 
Niet alleen in islamitische architectuur komen ze voor, maar ook bijvoorbeeld in kerkgebouwen in islamitische landen, zoals de Kerk van Sint-Joris in Isfahan.